# Bandera de la Isla de Ascensión
La bandera de la isla Ascensión integrada en la dependencia británica de Santa Elena, Ascensión y Tristán de Acuña, comenzó a utilizarse el 11 de mayo de 2013 aunque fue aprobada un mes antes. Esta bandera consiste en el Pabellón Azul Británico en el que se ha incluido con el escudo de armas de la Isla Ascensión.

## Historia
Con anterioridad a la adopción de esta bandera, la isla utilizó como enseña oficial la bandera de la Unión del Reino Unido. En su reunión el 3 de marzo de 2009, el Consejo de Isla Ascensión se planteó la idea de una nueva bandera, acordándose la creación de un modelo único de bandera para la isla en colaboración con el Ministerio Británico de Asuntos Exteriores. 
Después de la realización de un concurso público, el diseño seleccionado fue publicado en el mes de enero de 2012, aprobado por el Gobernador y sometido a una supervisión de carácter técnico por parte del Colegio Heráldico de Londres antes de ser aprobado. El escudo mostrado en la bandera fue aprobado con anterioridad, durante el mes de agosto de 2012.

## Las propuestas de 2010
En su reunión del 30 de julio de 2010 se presentaron al Consejo de la isla los borradores de dos propuestas para la bandera que se hicieron públicas en el mes de septiembre de aquel año. Las propuestas se hicieron públicos en septiembre de 2010. Todas ellas consistieron en Enseñas Azules Británicas, variando únicamente los escudos que mostraban.